# Svenska Hegelsällskapet
Svenska Hegelsällskapet grundades 2005 av bland andra Erik Lindsten, Brian Manning Delaney och Sven-Olov Wallenstein. Medlemmar i sällskapet översätter och studerar Friedrich Hegels texter.